# Левицький Євген Вікторович
Євген Вікторович Левицький (22 жовтня 1955, Молодія, Чернівецька область, Українська РСР, СРСР) — український дипломат. Надзвичайний і Повноважний Посланник. Тимчасовий повірений у справах України в Молдові. Генеральний консул України в Тюмені. Повноважний представник Президента України з питань політичного врегулювання конфлікту в Придністровському регіоні Республіки Молдова в 1996-2000.

## Життєпис
Народився 22 жовтня 1955 року в селі Молодія Глибоцького району Чернівецької області.
У 1977 році закінчив Чернівецький державний університет, у 1991 році — Київський інститут політології. Вільно володіє румунською мовою, функціонально — французькою, на рівні спілкування — англійською.
З березня 1993 по грудень 1994 — радник Посольства України в Республіці Молдова.
З 12.1994 по 03.1996 — тимчасовий повірений у справах України в Молдові.
У квітні 1996 року стає Повноважним представником Президента України в переговорному процесі з політичного врегулювання конфлікту в Придністровському регіоні Республіки Молдова.
З вересня 2000 року Євген Левицький виступає в ролі Головного радника, а з червня 2002 року — Посла з особливих доручень Міністерства закордонних справ України.
З травня 2004—2009 — Генеральний консул України в Тюмені, РФ.
У період з жовтня 2008 року по листопад 2016 року виконував обов'язки заступника Директора, Посла з особливих доручень Першого територіального департаменту, Посла з особливих доручень департаменту консульської служби Міністерства закордонних справ України.
У листопаді 2016 року призначений Радником-посланником Посольства України в Румунії та Тимчасовим повіреним у справах України в Румунії.

## Дипломатичний ранг
- Надзвичайний і Повноважний Посланник 1 класу.[2]